# Вайтінг (Вісконсин)
Вайтінг (англ. Whiting) — селище (англ. village) в США, в окрузі Портедж штату Вісконсин. Населення — 1601 особа (2020).

## Географія
Вайтінг розташований за координатами 44°29′24″ пн. ш. 89°33′36″ зх. д. / 44.49000° пн. ш. 89.56000° зх. д. (44.490055, -89.560031).  За даними Бюро перепису населення США в 2010 році селище мало площу 5,59 км², з яких 4,61 км² — суходіл та 0,98 км² — водойми.

## Демографія
Згідно з переписом 2010 року, у селищі мешкали 1724 особи в 750 домогосподарствах у складі 436 родин. Густота населення становила 308 осіб/км².  Було 811 помешкання (145/км²).
Расовий склад населення:
| - 95,5 % — білих - 2,0 % — азіатів - 0,2 % — чорних або афроамериканців - 0,1 % — корінних американців - 1,3 % — осіб інших рас |

До двох чи більше рас належало 0,8 %. Частка іспаномовних становила 2,6 % від усіх жителів.
За віковим діапазоном населення розподілялося таким чином: 15,7 % — особи молодші 18 років, 53,8 % — особи у віці 18—64 років, 30,5 % — особи у віці 65 років та старші. Медіана віку мешканця становила 50,5 року. На 100 осіб жіночої статі у селищі припадало 91,3 чоловіків;  на 100 жінок у віці від 18 років та старших — 88,5 чоловіків також старших 18 років.
Середній дохід на одне домашнє господарство  становив 61 430 доларів США (медіана — 48 333), а середній дохід на одну сім'ю — 70 864 долари (медіана — 67 083). Медіана доходів становила 45 329 доларів для чоловіків та 33 958 доларів для жінок. За межею бідності перебувало 8,7 % осіб, у тому числі 12,6 % дітей у віці до 18 років та 11,1 % осіб у віці 65 років та старших.
Цивільне працевлаштоване населення становило 762 особи. Основні галузі зайнятості: виробництво — 19,8 %, роздрібна торгівля — 18,8 %, освіта, охорона здоров'я та соціальна допомога — 15,7 %.